# Нелюбя
Нелюбя (пол. Nielubia) — село в Польщі, у гміні Жуковиці Ґлоґовського повіту Нижньосілезького воєводства.
Населення — 572 особи (2011).
У 1975-1998 роках село належало до Легницького воєводства.

## Демографія
Демографічна структура станом на 31 березня 2011 року:
|          | Загалом | Допрацездатний вік | Працездатний вік | Постпрацездатний вік |
| -------- | ------- | ------------------ | ---------------- | -------------------- |
| Чоловіки | 283     | 61                 | 203              | 19                   |
| Жінки    | 289     | 61                 | 181              | 47                   |
| Разом    | 572     | 122                | 384              | 66                   |